# القمة الخليجية 2019 (الرياض)
قمة مجلس التعاون الخليجي 2019 أو القمة الخليجية؛ هي قمة قادة دول مجلس التعاون لدول الخليج العربية والتي عقدت في يوم الثلاثاء 10 ديسمبر 2019 في مدينة الرياض عاصمة المملكة العربية السعودية. كما عقد المجلس الوزاري اجتماعه التحضيري للقمة في مقر الأمانة العامة في مدينة الرياض، في 9 ديسمبر 2019وعقدت القمة برئاسة خادم الحرمين الشريفين الملك سلمان بن عبد العزيز آل سعود ملك المملكة العربية السعودية.

## المشاركون

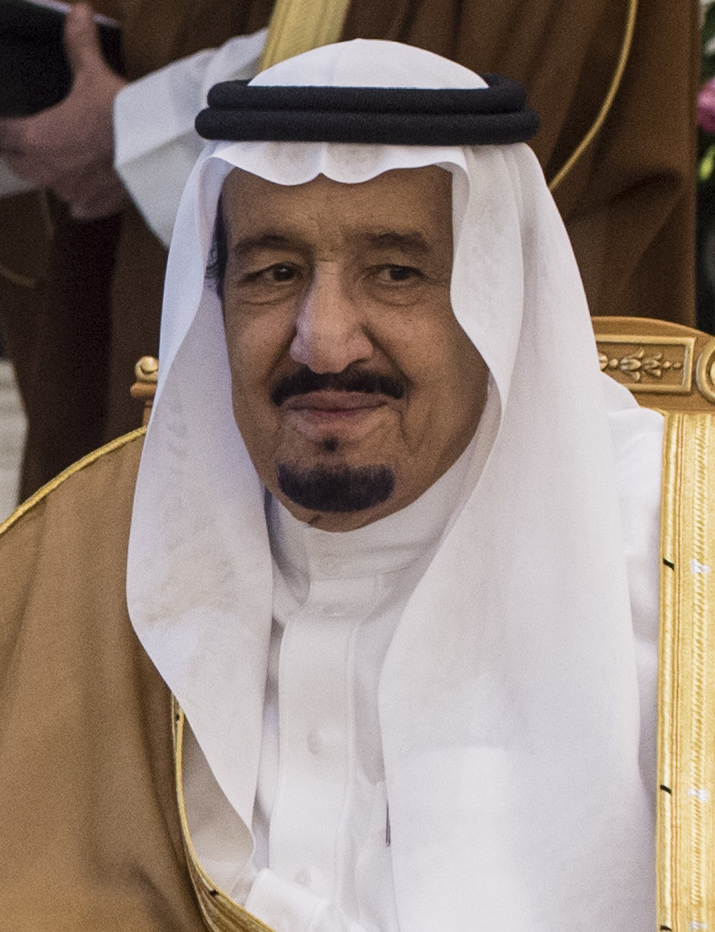
المملكة العربية السعودية خادم الحرمين الشريفين الملك سلمان بن عبدالعزيز آل سعود ملك المملكة العربية السعودية (رئيس الأجتماع)
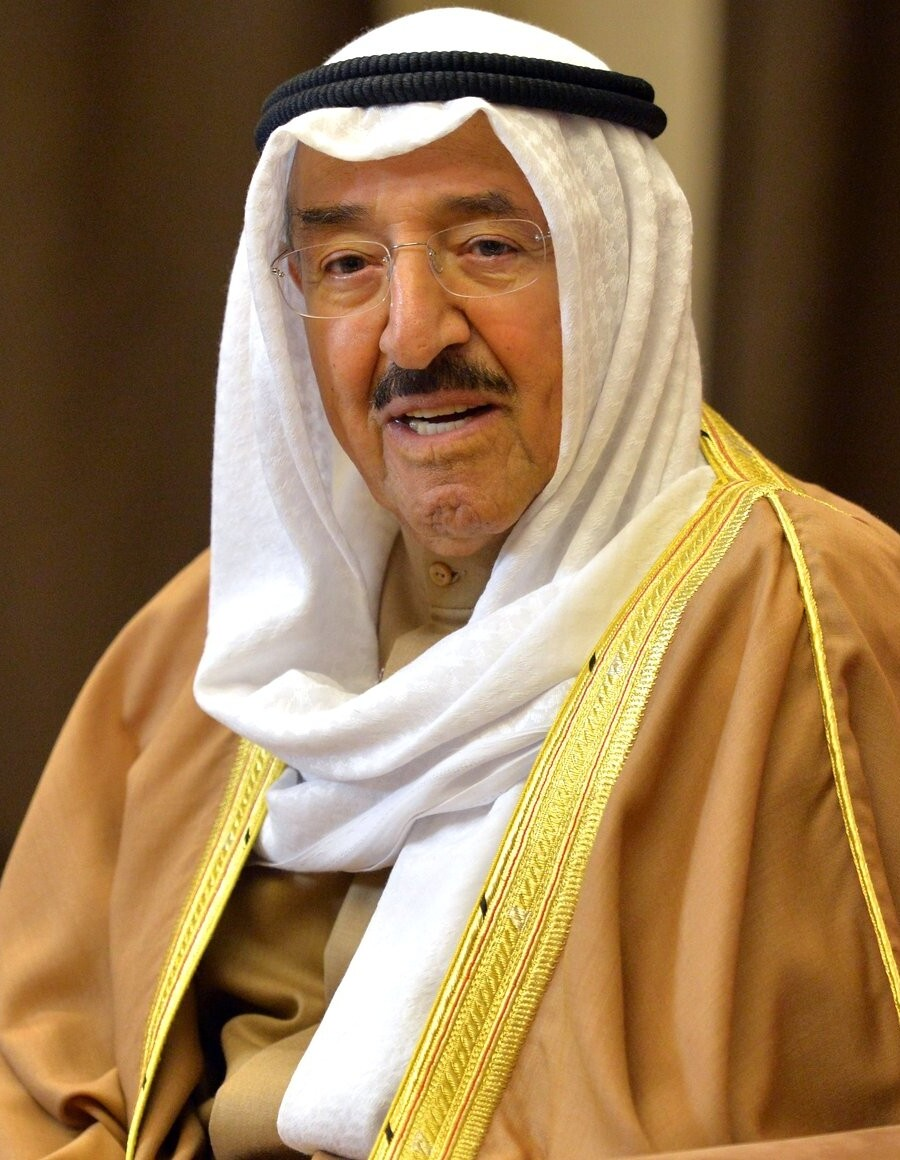
دولة الكويت صاحب السمو الشيخ صباح الأحمد الجابر الصباح أمير دولة الكويت
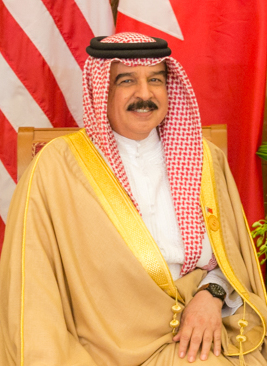
مملكة البحرين صاحب الجلالة الملك حمد بن عيسى آل خليفة ملك مملكة البحرين
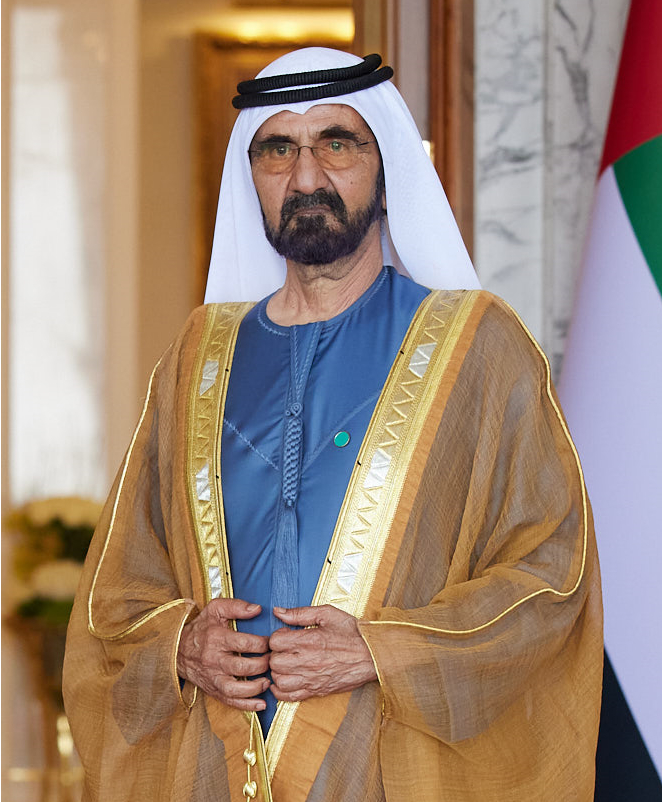
دولة الإمارات العربية المتحدة صاحب السمو الشيخ محمد بن راشد آل مكتوم نائب رئيس الدولة رئيس مجلس الوزراء حاكم دبي
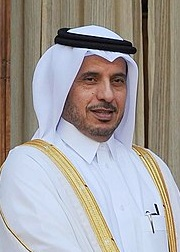
دولة قطر معالي الشيخ عبدالله بن ناصر بن خليفة آل ثاني رئيس مجلس الوزراء وزير الداخلية
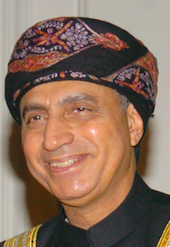
سلطنة عمان صاحب السمو السيد فهد بن محمود آل سعيد نائب رئيس الوزراء لشؤون مجلس الوزراء
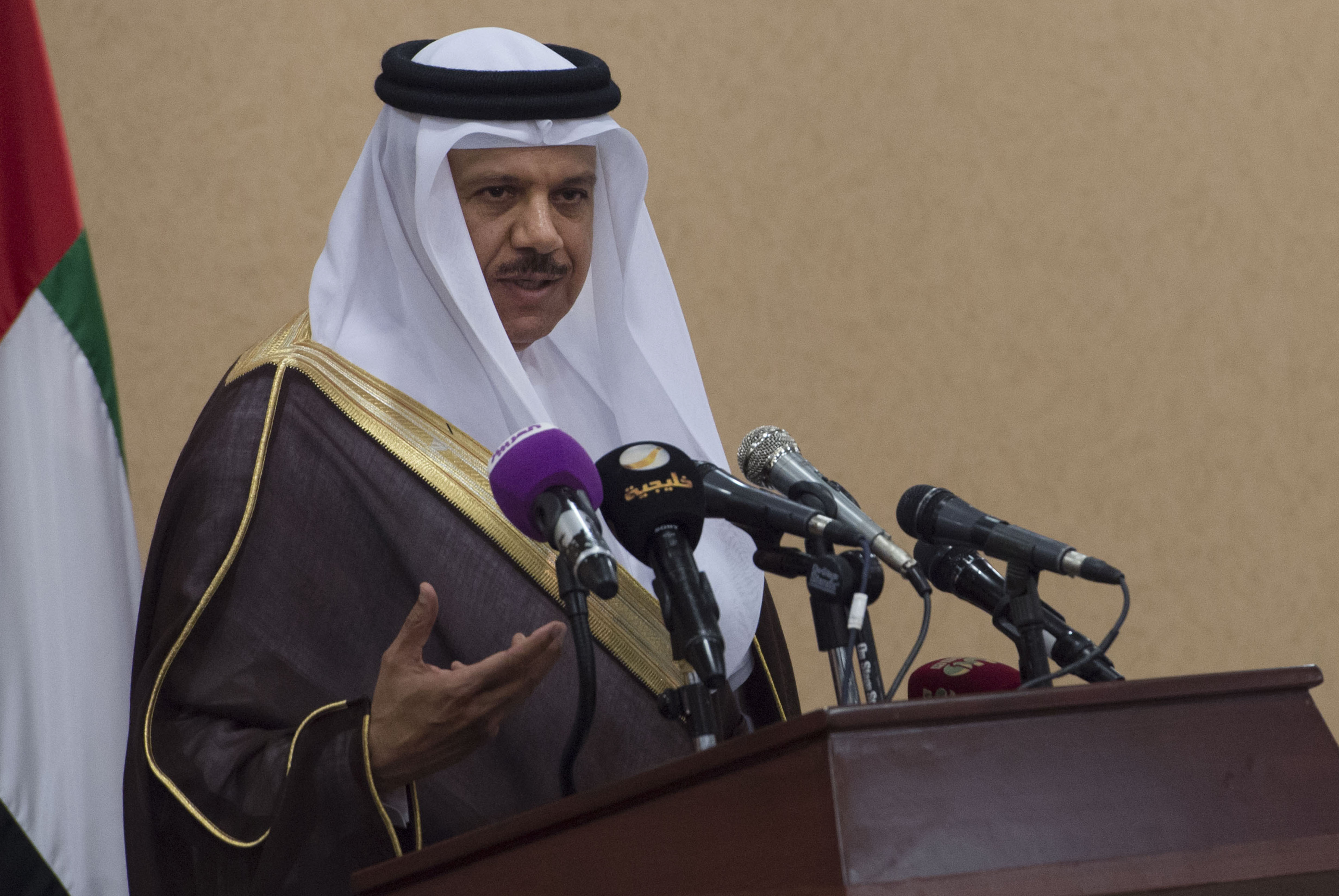
الأمانة العامة لمجلس التعاون الخليجي معالي الدكتور عبداللطيف بن راشد الزياني أمين عام مجلس التعاون لدول الخليج العربية